# Arnium tomentosum
Arnium tomentosum är en svampart som först beskrevs av Speg., och fick sitt nu gällande namn av N. Lundq. & J.C. Krug 1972. Arnium tomentosum ingår i släktet Arnium och familjen Lasiosphaeriaceae.  Arten är reproducerande i Sverige. Inga underarter finns listade i Catalogue of Life.